# Theme from Mahogany (Do You Know Where You're Going To)
Theme from Mahogany (Do You Know Where You're Going To) är en låt framförd av den amerikanska sångaren Diana Ross, skriven av Michael Masser och Gerry Goffin. Låten spelades in som filmmusik till Mahogany (1975). Låten nådde förstaplatsen på amerikanska singellistan Billboard Hot 100.
Flera sångare har spelat in sina respektive covers på låten. Mariah Carey spelade in sin version och inkluderade den på hennes första samlingsalbum #1's (1998). Jennifer Lopez' version inkluderades på hennes musikaliska debut On the 6 (1999).